# Ramata
Ramata è un film del 2009 diretto da Léandre-Alain Baker, tratto dall'omonimo romanzo di Abasse Ndione.

## Trama
Bellissima e infelice, Ramata Kaba, 50 anni, è sposata da trent'anni con Matar Samb, uomo ricco e potente. Ngor Ndong, 25 anni, è un piccolo criminale, che una sera la sequestra e la violenta. Ramata s'innamora perdutamente del giovane,  sconvolgendo la sua vita borghese e apparentemente stabile. Un amour fou che la trascina nei bassifondi di Dakar fino a perdere ogni dignità. Per il disonore e la vergogna il marito si toglie la vita e la tragedia irrompe nella vita di Ramata.

## Tematica
Katoucha, famosa modella morta tragicamente dopo le riprese del film, interpreta la protagonista Ramata personaggio femminile ambiguo e fuori dagli schemi.
Secondo lo stesso regista ,Ramata  è essenzialmente la storia di una metamorfosi di una donna la cui propria bellezza la porterà alla rovina e allo stesso tempo il ritratto dell'Africa moderna.

## Stile
Lo stile e la struttura narrativa del melodramma si mescolano ad altri generi quali il noir, il racconto filosofico e la commedia sociale, il cinema giapponese e coreano. 
C'è un richiamo al racconto tradizionale africano attraverso il personaggio del Bevitore Solitario.